# Gyrinocheilidae
La famiglia Gyrinocheilidae comprende 3 specie di pesci d'acqua dolce facenti parte del genere Gyrinocheilus, appartenenti all'ordine Cypriniformes.

## Distribuzione e habitat
Queste specie sono diffuse in tutti i corsi d'acqua dolce del sud-est asiatico.

## Descrizione
Il corpo è allungato, leggermente appiattito sul ventre. Le pinne sono robuste. La coda è morbidamente forcuta. Hanno un apparato boccale sviluppato a ventosa e narici, per mezzo delle quali pompano acqua alle branchie. La livrea è prevede un ventre chiaro, biancastro, mentre dorso e fianchi sono beige, macchiati di bruno, con una fascia orizzontale che attraversa l'intero corpo.

## Comportamento
Tutte le specie sono fortemente territoriali.

## Alimentazione
Tutti i Girinochelidi  si nutrono di tutte le alghe e i molluschi che riescono a succhiare e a grattare dalle superfici, oltre che animali morti e piante acquatiche.

## Acquariofilia
Tutte le 3 specie sono considerate meritevoli dell'allevamento in acquario, anche se solo una, Gyrinocheilus aymonieri è diffusa capillarmente in tutto il mondo.

## Specie
La famiglia comprende 3 specie:
- Gyrinocheilus aymonieri
- Gyrinocheilus pennocki
- Gyrinocheilus pustulosus